# Круглики (Смоленская область)
Круглики — деревня в Смоленском районе Смоленской области России. Входит в состав Дивасовского сельского поселения. Население — 3 жителя (2016 год). 
Расположена в западной части области в 7 км к северо-западу от Смоленска, в 1,5 км южнее автодороги М1 «Беларусь». В 5 км южнее деревни расположена железнодорожная станция Красный Бор на линии Москва — Минск. 

## История
В годы Великой Отечественной войны деревня была оккупирована гитлеровскими войсками в июле 1941 года, освобождена в сентябре 1943 года. 